# La Rouaudière
La Rouaudière – miejscowość i gmina we Francji, w regionie Kraj Loary, w departamencie Mayenne.
Według danych na rok 2010 gminę zamieszkiwało 340 osób, a gęstość zaludnienia wynosiła 17 osób/km².